# Vopo's
VOPO'S is een punk- of metalband uit Zwolle, naar eigen zeggen: Geluidsoverlast sinds '77.

## Geschiedenis
De band werd opgericht op 4 december 1977 en is daarmee een van de oudste bands uit dit genre in Nederland. De cd's van de groep werden later uitgebracht door het eigen platenlabel Berlin Wall productions. De eerste single, met vier nummers, verscheen op het label Redlux, ook een eigen label. Ook de eerste lp Dead Entertainment verscheen onder Redlux.
Tussen medio 1983 en 1998 was het stil rond de band. Hoewel de tweede lp redelijk verkocht en er ook wel gedenkwaardige optredens volgden besloten de leden dat ze er genoeg van hadden. De plannen voor een grote internationale tournee, waaronder optredens in de VS, werden nooit werkelijkheid. Midden jaren 90 inspireerde de opleving van de punk het Amerikaanse platenlabel Epitaph Records tot het uitbrengen van een verzamelalbum van de Nederlandse punk van weleer, I'm Sure We're Gonna Make It. Ook de Vopo's verschenen op dit verzamelalbum, met Menten, oorspronkelijk uitgebracht op hun allereerste single. Het uitbrengen van dit album vormde de aanleiding voor een reünie van de Vopo's.
Aan het begin van de 21e eeuw zorgden diverse verschuivingen in de bezetting ervoor dat de band weinig optrad. Eind 2004 nam de band, met inmiddels twee nieuwe gitaristen, wel een nieuw album op: Brand New, gevuld met nieuwe nummers en nieuwe versies van bestaand materiaal.
In 2008 traden de Vopo's ongeveer tien keer op, op diverse festivals in Nederland.
In 2009 verliet Marco Vettorato de Vopo's; hij werd in 2011 opgevolgd door Bert Kivits. In juni 2013 namen De Vopo's en Kivits afscheid van elkaar, waarna Vettorato terugkeerde als zanger. Arjan Slot stopte in 2011 en werd vervangen door Tom van der Storm.
Op 28 december 2014 overleed drummer Michel Drosten. Theo de Grebber verhuisde naar achter de drums en de nieuwe gitarist werd Marcel Linde.
In de loop van 2015 voegde Joren Hans zich bij de Vopo's, een bekende Meppeler, kunstenaar en tatoeëerder. Theo de Grebber keerde weer terug naar zijn oude vertrouwde plek met de gitaar.
In maart 2018 overleed de (mede)oprichter en oorspronkelijke zanger Ronnie van Zon (Ronnie Vopo) te Zwolle.

## Leden
De laatst bekende bezetting van de band bestaat uit:
- Marco Vettorato: zang
- Frans de Grebber: basgitaar en zang
- Theo de Grebber: slaggitaar en zang
- Tom van der Storm: slaggitaar
- Joren Hans: drums

De gebroeders Frans en Theo de Grebber zijn samen met Ronald van Zon bandleden van het eerste uur; Vettorato, Van der Storm en Joren Hans traden op een later tijdstip toe als vervanger van anderen.

## Discografie
- 1997: ep[bron?]
- 1978: The Vopo's, single, Redlux
- 1981: Dead Entertainment, lp, Redlux
- 1983: Conquer, lp, Solid Records
- 2005: The Price of Being Young, cd, Berlin Wall Records
- 2008: Brand New, cd, Berlin Wall Records